# Пабло Чапеля
Пабло Чапея (на испански: Pablo Chiapella Cámara) е испански актьор, известен с участието си в ролята на Амадор в испанския комедиен сериал „Новите съседи“. Amador Rivas

## Биография
Роден е на 1 декември 1976 г. в Албасете, Испания.
През 1998 г. завършва образованието специалност – физическо възпитание и спорт във Факултета по педагогика на Албасете. След това той решава да посвети живота си на изкуството, което е довело до диплома за актьорско майсторство. Едни от най-известните му роли са на Мончо и Амадор съответно в „Щурите съседи“ и „Новите съседи“.

## Филмография
| Сериали             | Година на снимане  | Роля                           |
| ------------------- | ------------------ | ------------------------------ |
| „Централна болница“ | 2004               | специално участие              |
| „Вълците            | 2005               | специално участие              |
| „На ръба на закона“ | 2005               | второстепенна роля             |
| „Извън контрол“     | 2006               | Второстепенна роля             |
| „Комисарят“         | 2006               | Специално участие              |
| „Щурите съседи“     | 2006               | Второстепенна роля (8 епизода) |
| „Новите съседи“     | 2007 – понастоящем | Главен герой (141 епизода)     |